# Michel Pinault (juriste)
Pour les articles homonymes, voir Michel Pinault.
Michel Pinault, né le 9 mai 1947 à Paris (16e), est un haut fonctionnaire français.
Il est membre du Conseil constitutionnel français du 8 mars 2016 au 7 mars 2025, et ancien conseiller d'État.

## Biographie

### Jeunesse et études
Fils d'un général de brigade aérienne, il est élève au Prytanée national militaire de La Flèche de 1961 à 1966, avant de poursuivre des études de droit. Il obtient une licence en droit, et est diplômé d'HEC. Il est admis à l’École nationale d'administration, au sein de la promotion Guernica.

### Parcours professionnel
Il devient maître des requêtes au Conseil d'État en 1980 et Conseiller d'État en 1992.
De 1992 à 2004, il exerce des responsabilités dans le monde de l'assurance, d'abord à l'Union des assurances de Paris (UAP), puis au sein du groupe AXA, notamment directeur général Asie pacifique.
En 2004, il devient président de la 9e sous-section de la section du contentieux au Conseil d'État et en juillet 2008, président de la section de l'administration du Conseil d'État. Il est élu, en 2014, président de la commission des sanctions de l'Autorité des marchés financiers (AMF), dont il est membre depuis juin 2011. 
De 2008 à 2014, il est Président du Centre de recherche pour l'étude et l'observation des conditions de vie (CREDOC). 
Le 18 février 2016, il est désigné par le président du Sénat, Gérard Larcher, pour siéger au Conseil constitutionnel,. Il prête serment et prend ses fonctions le 8 mars 2016. Sont mandat de 9 ans arrivé à expiration, il est remplacé par Philippe Bas le 8 mars 2025.

## Décorations
- Officier de la Légion d'honneur en 2013[6]
- Officier de l'ordre national du Mérite en 2010[7]